# Kind (leeftijdsgroep)

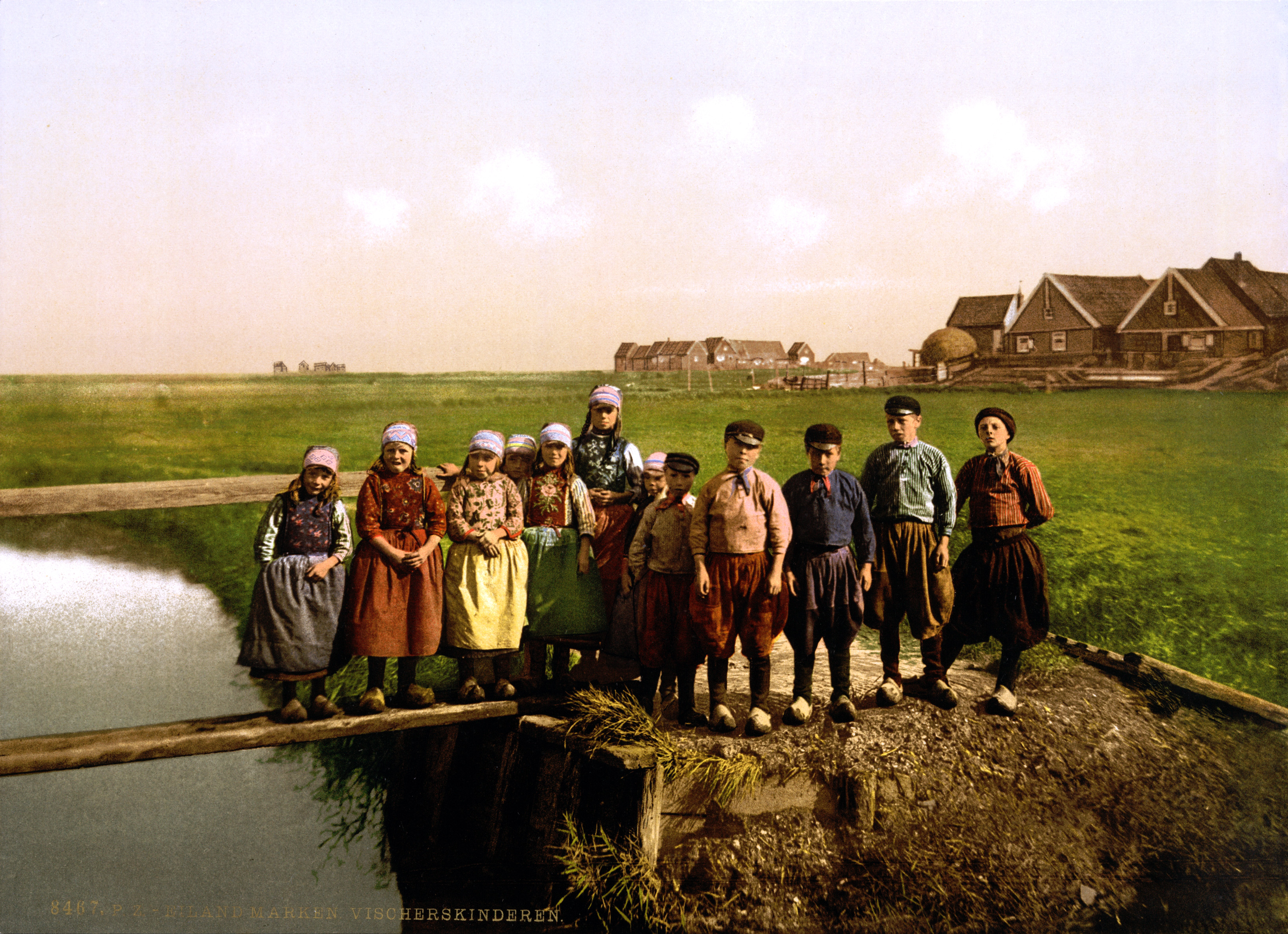
Visserskinderen op Marken rond 1890.

Er zijn verschillende definities van het begrip kind.
Het Verdrag inzake de rechten van het kind omschrijft kinderen als 'iedereen onder de 18 jaar' (vaak overeenkomend met het begrip minderjarige, met als tegenhanger meerderjarige, ook volwassene genoemd). Zo'n kind is gedeeltelijk handelingsbekwaam.
In het alledaagse spraakgebruik spreekt men tot een leeftijd van 12 à 14 jaar van kinderen, wat min of meer overeenkomt met 'Een kind is een mens van geboorte tot de puberteit.'
Daarna spreekt men van 'jongere', 'tiener' of 'puber'. In de ontwikkelingspsychologie spreekt men niet meer van 'pubers' en 'puberteit' maar van 'adolescenten' en 'adolescentie'.
Het begrip 'jeugd' omvat de hele periode van de kindertijd tot aan de volwassenheid en is ook een verzamelnaam voor kinderen/jongeren. Soms wordt het voorvoegsel "jeugd-" onderscheiden van "kinder-", waarbij het eerste betrekking heeft op iets oudere kinderen.

## Moderne jeugdfasen
Er zijn verschillende benamingen voor kinderen van verschillende leeftijden.  De begrenzingen zijn niet duidelijk gedefinieerd.

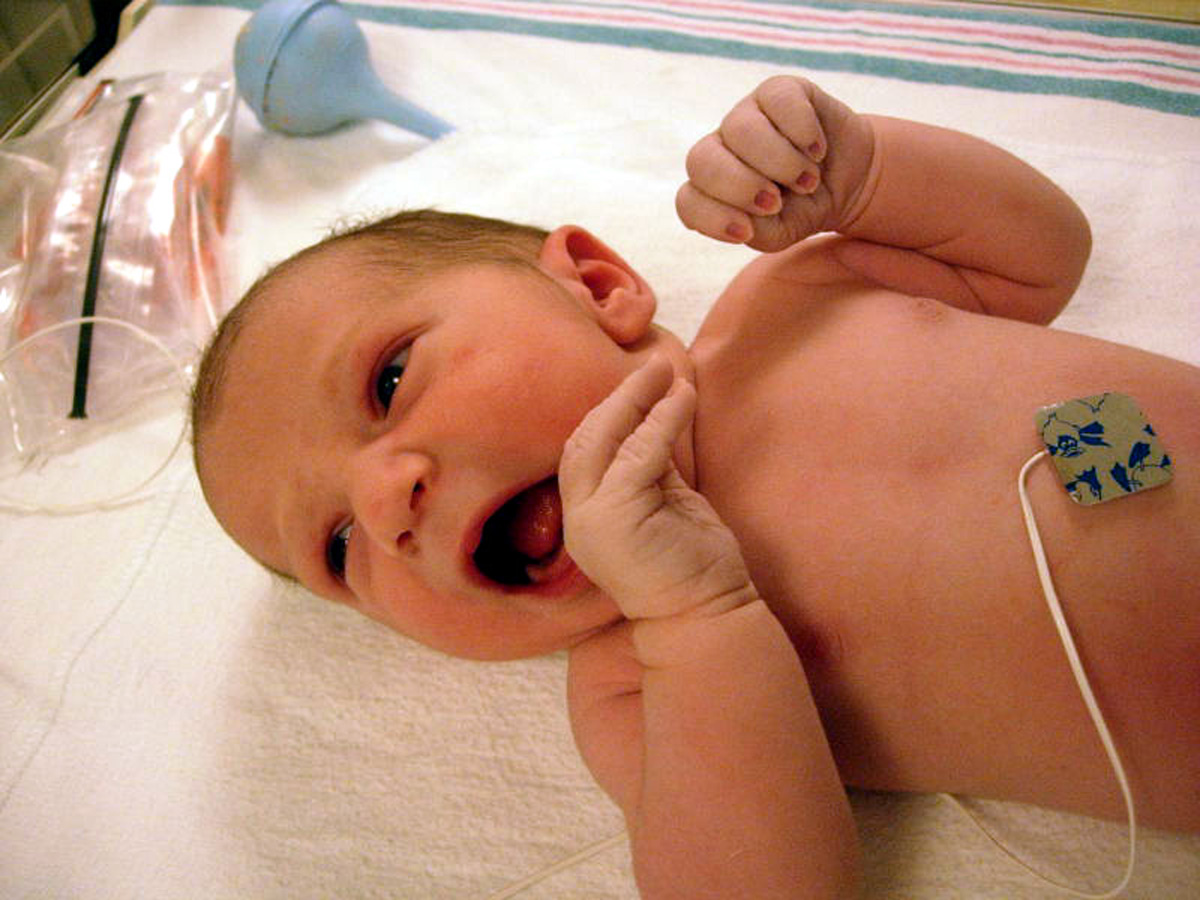
Pasgeboren baby
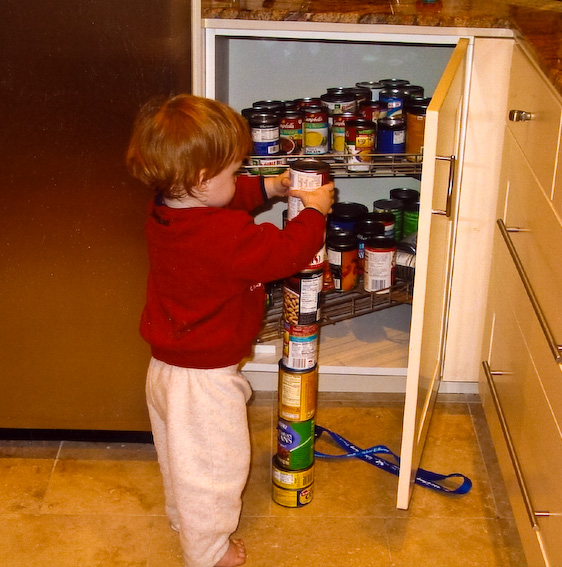
Een kind van anderhalf jaar oud
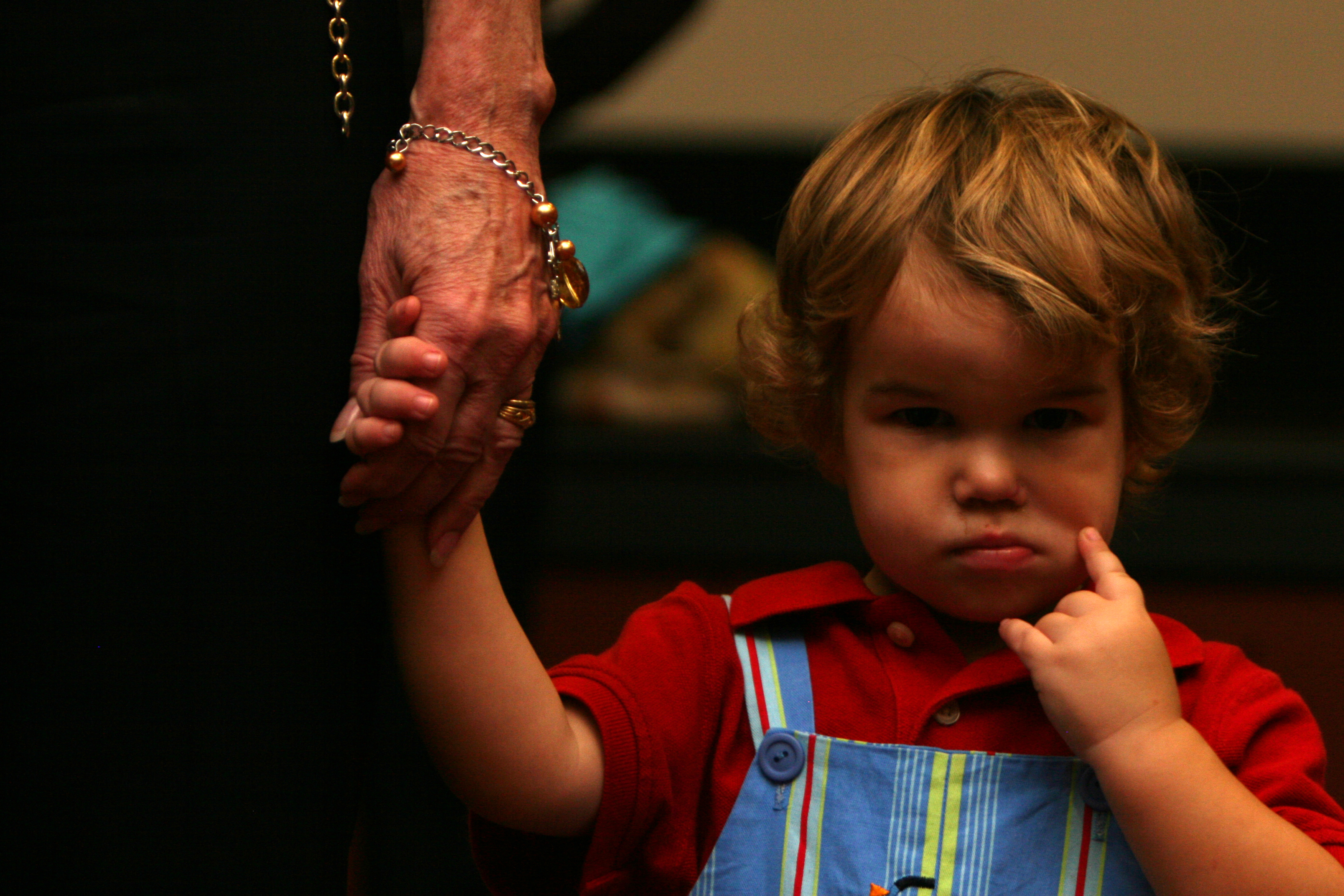
Een kind van 2 jaar oud
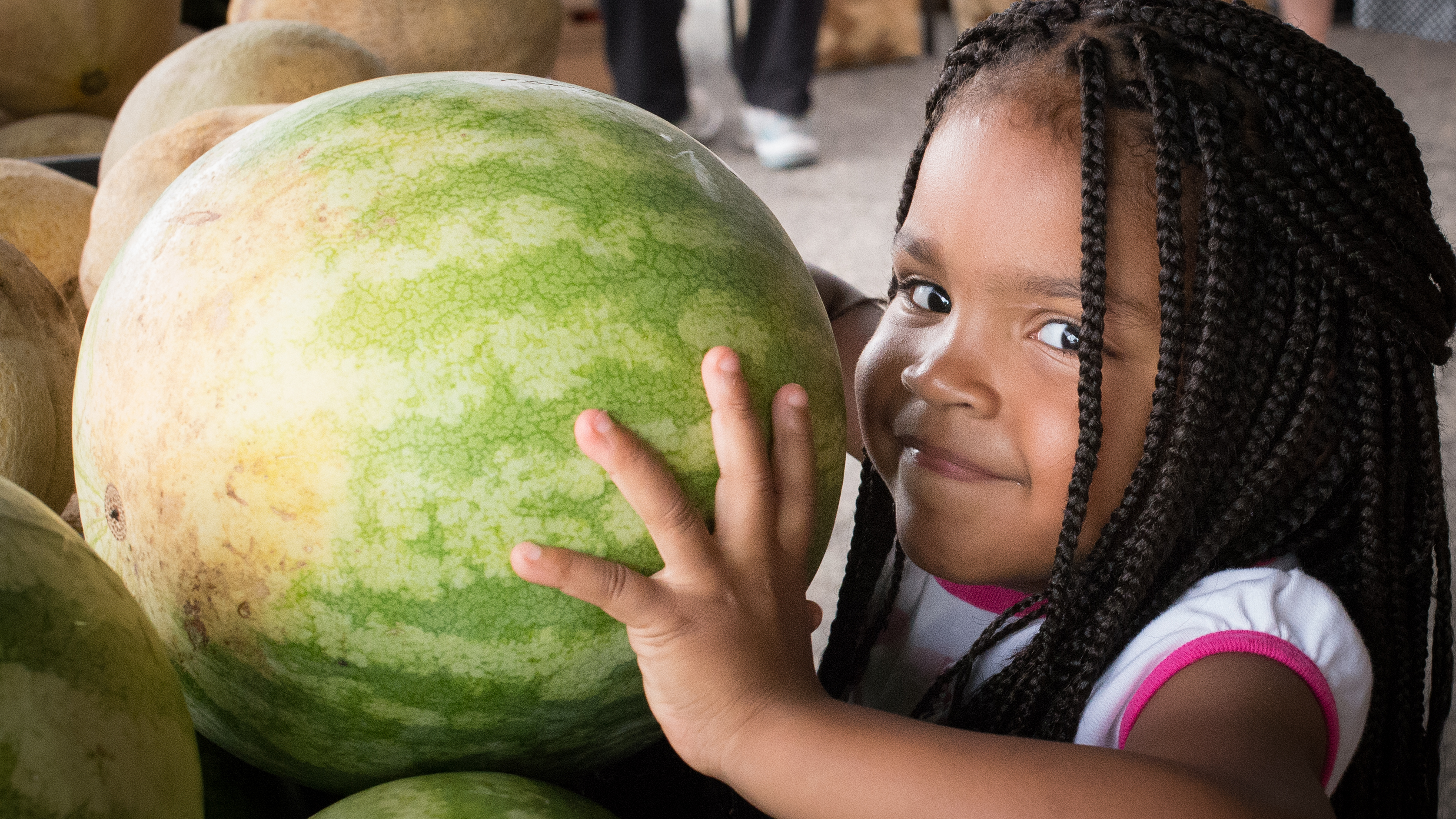
Een kind van 3 jaar oud
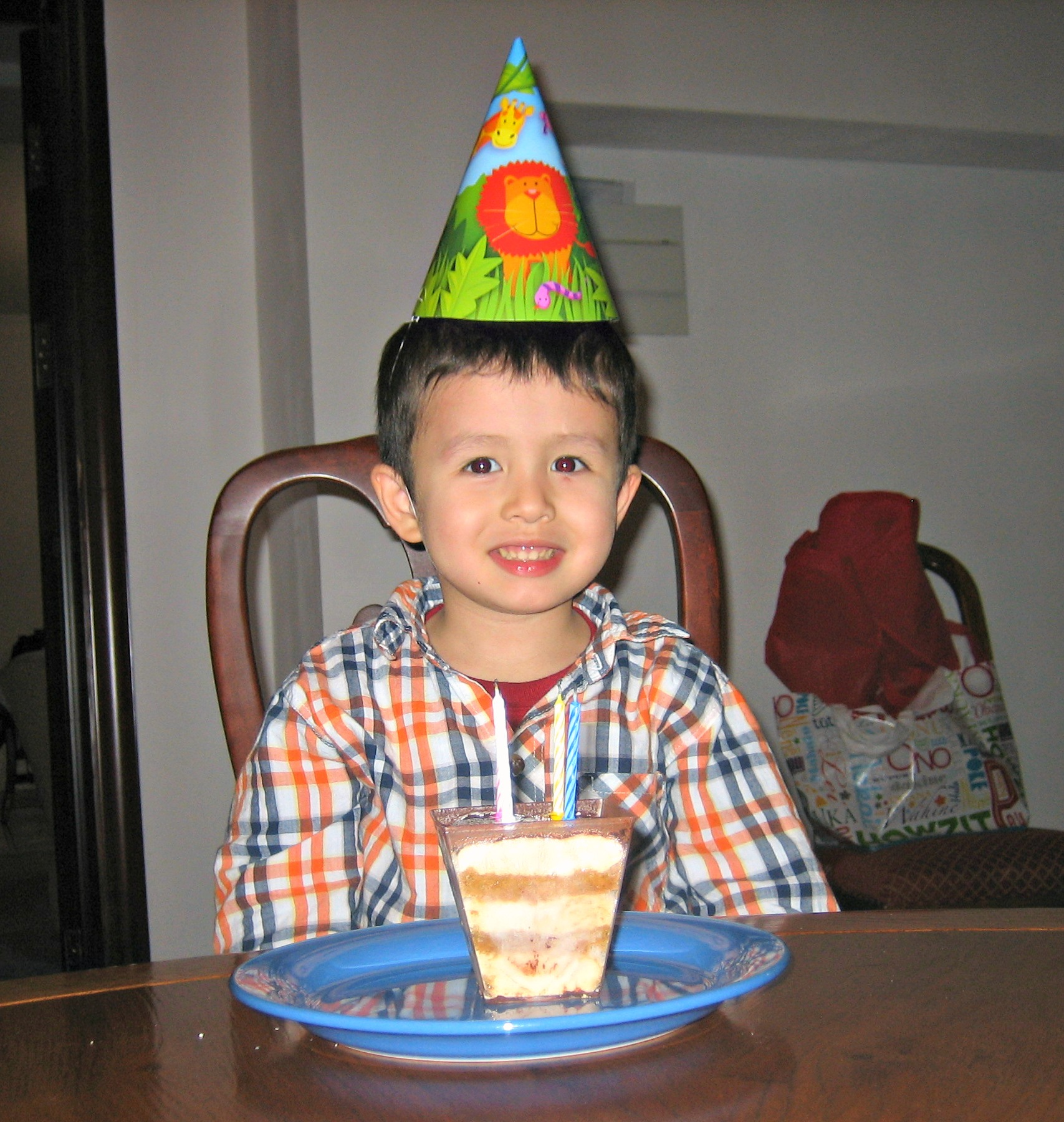
Een kind van 4 jaar oud
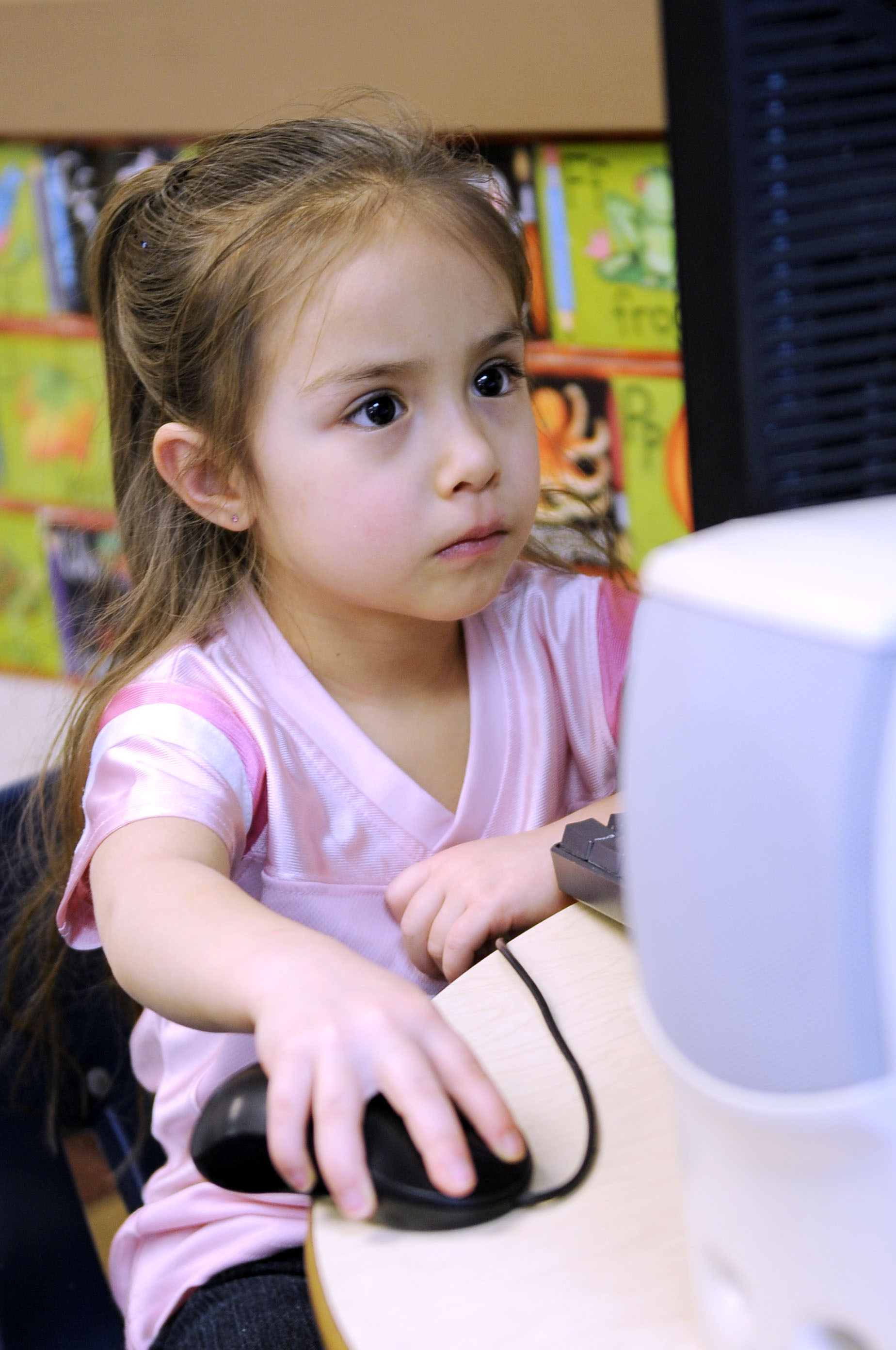
Een kind van 5 jaar oud
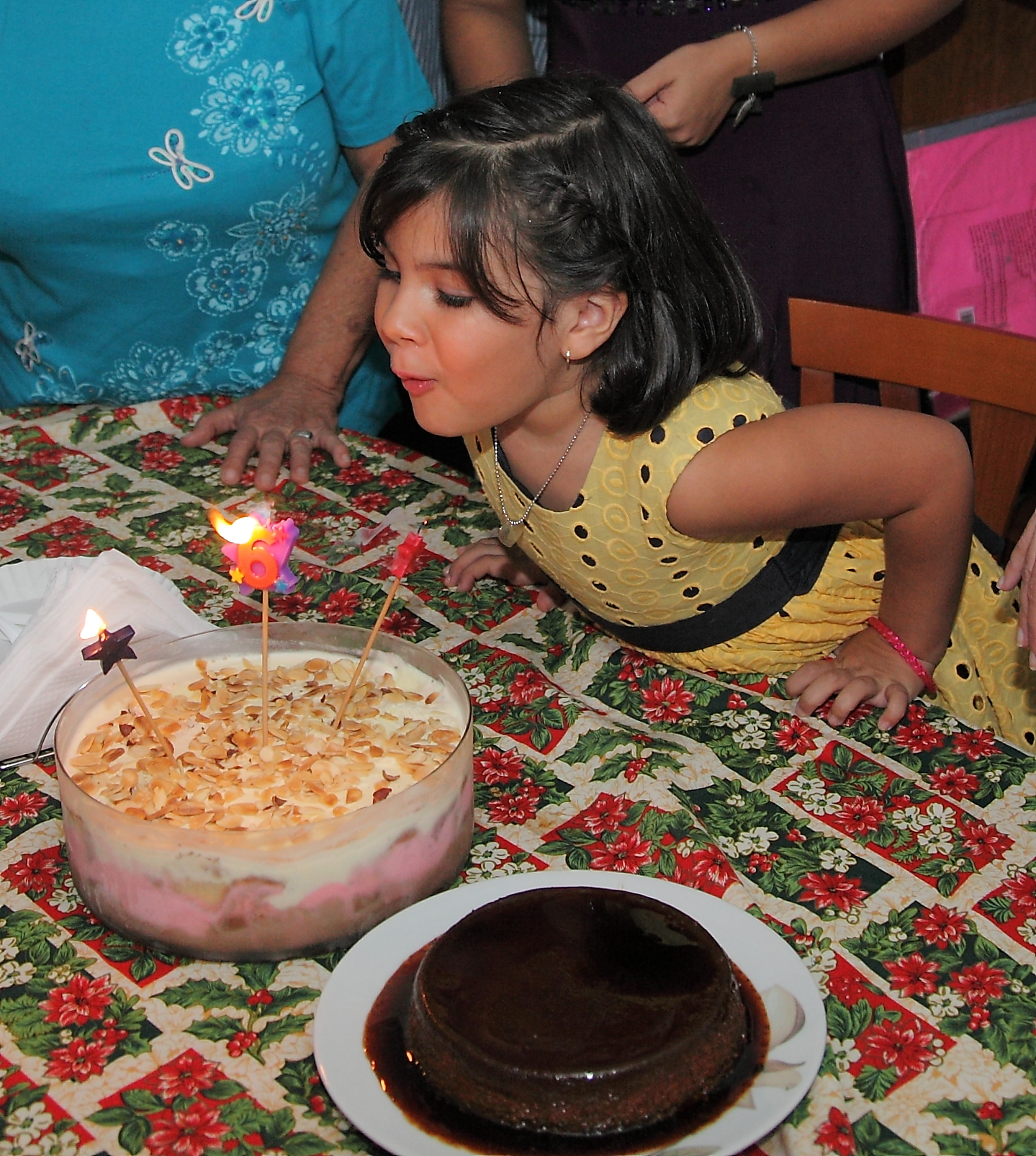
Een kind van 6 jaar oud
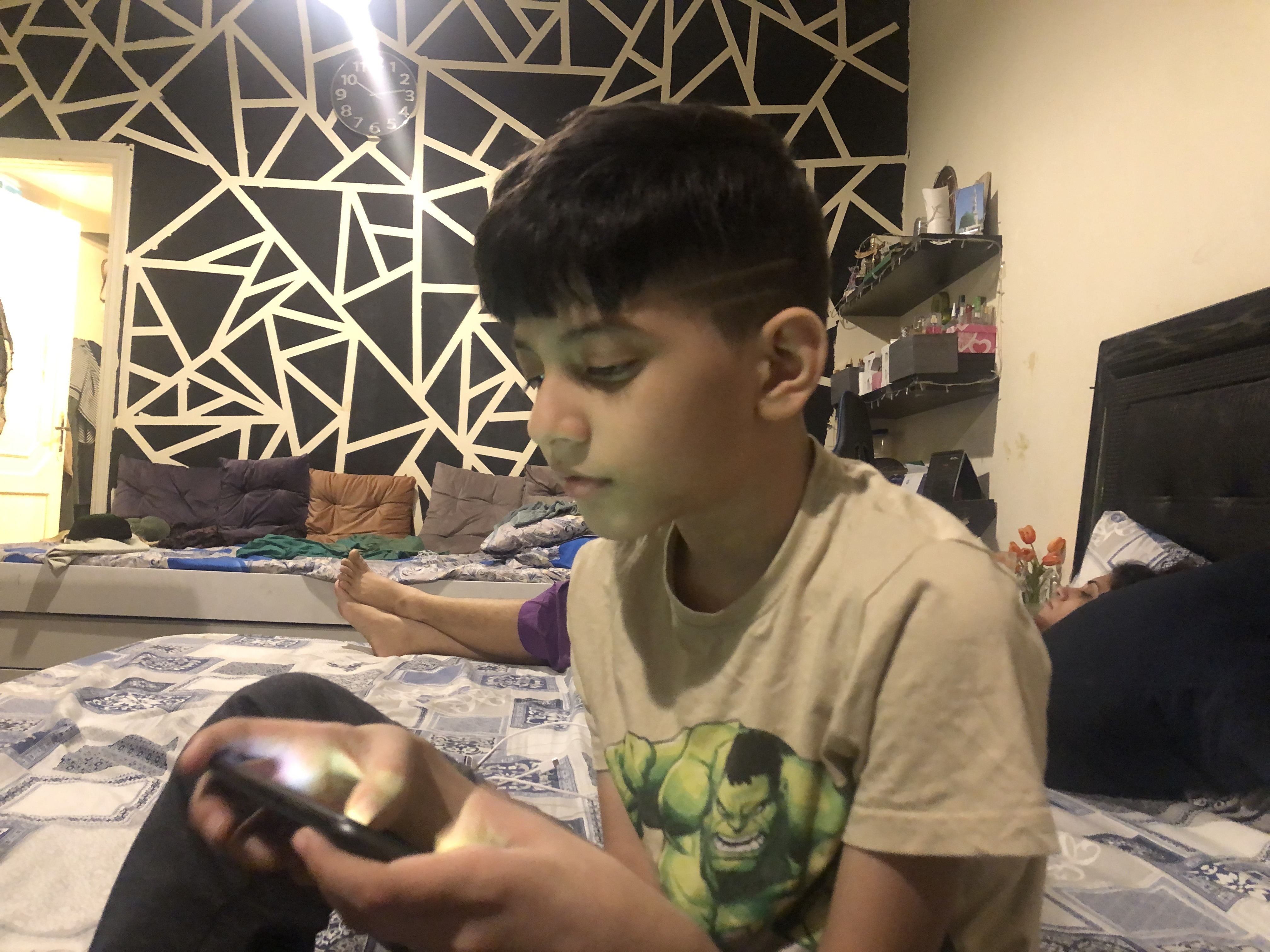
Een kind van 7 jaar oud

### Baby
Een baby of zuigeling is een kind van 0 jaar. Een pasgeborene (eerste dagen of weken) wordt ook wel boreling genoemd.
Een baby wordt geboren met enkele reflexen - de zuigreflex is van levensbelang - maar ontwikkelt zich na verloop van tijd lichamelijk en geestelijk. Een baby leert onder andere zitten, staan en lopen. Dit zijn grove motorische ontwikkelingen. Doordat de baby veel in aanraking komt met zijn ouders leert hij reageren op andere mensen. Dit is een sociale ontwikkeling. Een baby ondergaat ook veel fijne motorische ontwikkelingen. Hij leert met zijn voetjes spelen en blokjes oppakken. Een baby wordt zo'n driemaal zo zwaar als bij zijn geboorte en ongeveer anderhalfmaal zo lang.

### Dreumes
Een dreumes is in Nederland een kind vanaf 1 jaar dat al kan lopen. In België worden deze kinderen doorgaans peuter genoemd. Een dreumes leert onder andere spelen, torentjes bouwen met blokjes, traplopen en tegen een bal schoppen (kinderspel). Vooral de taalverwerving gaat nu met reuzenschreden vooruit.

### Peuter
Een kind vanaf 2 tot 4 jaar noemt men een peuter. De taalverwerving neemt explosief toe en ook cognitieve vaardigheden ontwikkelen zich snel. De groeisnelheid van het kind neemt af van ongeveer 25 centimeter per jaar naar ongeveer 8 centimeter per jaar. Een peuter leert zijn wereld kennen en komt belemmeringen tegen, zoals dingen die niet mogen van zijn ouders. Ook leert de peuter dat hij een individu is en leert zichzelf los te zien van zijn ouders. Dit kan leiden tot driftbuien, ook wel aangeduid met de term "peuterpuberteit".

### Kleuter
Een kleuter is een kind van  4 tot 6 jaar. Naarmate het kind ouder wordt, is er meer invloed van buitenaf nodig om nieuwe functies te ontwikkelen. Een kleuter gaat voor het eerst naar de basisschool (Nederland) (ca. 4 jaar) of naar de kleuterschool (Vlaanderen) (vanaf 2½ jaar). Kleuters leren onder andere kleuren, tekenen en de beginselen van het lezen, schrijven, knutselen, klimmen, fietsen, veters strikken en met andere kinderen spelen. Een kleuter groeit gemiddeld 8 centimeter per jaar.

### Schoolkind
Een schoolkind is een kind dat (basis)onderwijs geniet. In Nederland zit een schoolkind in groep drie tot en met acht van de basisschool. In Vlaanderen volgt het kind het eerste tot het zesde leerjaar van de lagere school. Het leert daar onder andere schrijven, lezen en rekenen. Motorische vaardigheden kunnen nu worden aangeleerd. Schoolkinderen in Nederland en België gaan vaak naar clubs en verenigingen, waar onder andere zwem- en muziekles gegeven wordt, of stappen naar het deeltijds kunstonderwijs. Over het algemeen is er een steeds grotere variatie in prestaties tussen individuele kinderen. Meisjes bereiken gemiddeld eerder de puberteit dan jongens.

### Puber
Een puber heeft de leeftijd tussen kind en adolescent.
In de puberteit vinden snelle veranderingen plaats op biochemisch niveau met gevolgen voor lichamelijke kenmerken en emotionele en sociale ontwikkeling. Bij een puber beginnen de voortplantingsorganen te functioneren en komen onder invloed van hormonen de secundaire geslachtskenmerken tot ontwikkeling. Dit is een periode van ontdekking, qua seksualiteit. Televisie, internet en leesbladen spelen in die zoektocht een belangrijke rol. Pubers testen grenzen, wat anderen vaak als lastig ervaren. Ook krijgen pubers een groeispurt waardoor zij veel sneller groeien dan voor de puberteit. In westerse landen volgen pubers meestal onderwijs aan een middelbare school (vmbo, havo, middenschool, ASO, TSO, BSO, KSO of vwo). Sommige pubers hebben voor het eerst een baan of vakantiewerk (bijvoorbeeld krantenbezorger, vakkenvuller in een supermarkt) om geld te verdienen als aanvullend zakgeld of zelfs om studies (deels) te bekostigen.

## Adolescent
Landen en talen verschillen in de leeftijdsperioden die met adolescentie worden aangeduid. Voor het Nederlandse taalgebied is het woord adolescentie in de wetenschappelijke literatuur in de plaats gekomen van de leeftijdsperiode die men vroeger met puberteit aanduidde. Tegenwoordig is dit de periode tussen puberteit en volwassenheid. In deze periode is de seksualiteit zeer belangrijk, en veranderen veel 'onzekerheden' in 'zekerheden'. De adolescent is 'bezig volwassen te worden'. Zie bijvoorbeeld het wetenschappelijk tijdschrift Kind & Adolescent.

## Het kind in vroegere tijden

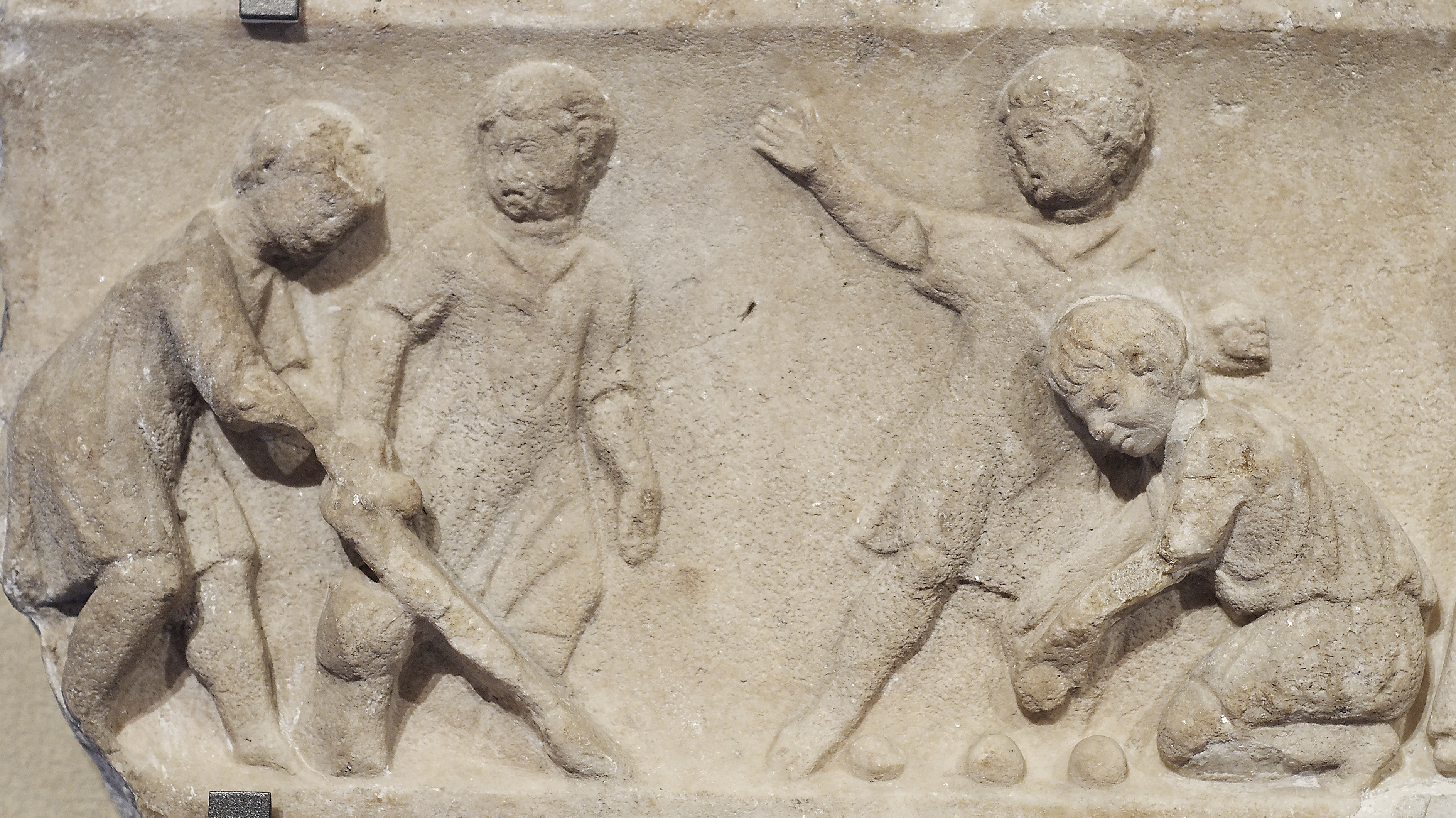
Kinderen spelen een balspel. Romeins reliëf in marmer (2e eeuw n.Chr.).

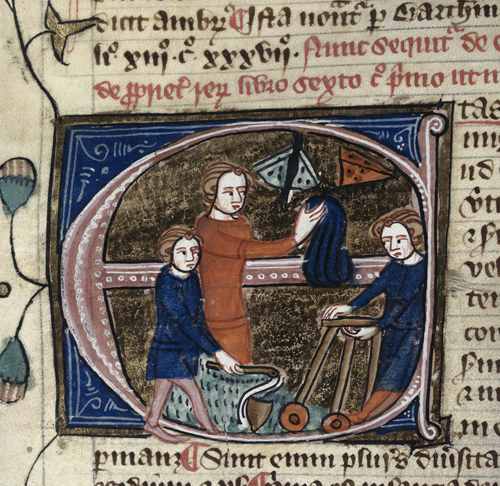
Middeleeuwse miniatuur met drie kinderen die onder meer met een tol en zweep spelen en vlinders vangen (14e eeuw).

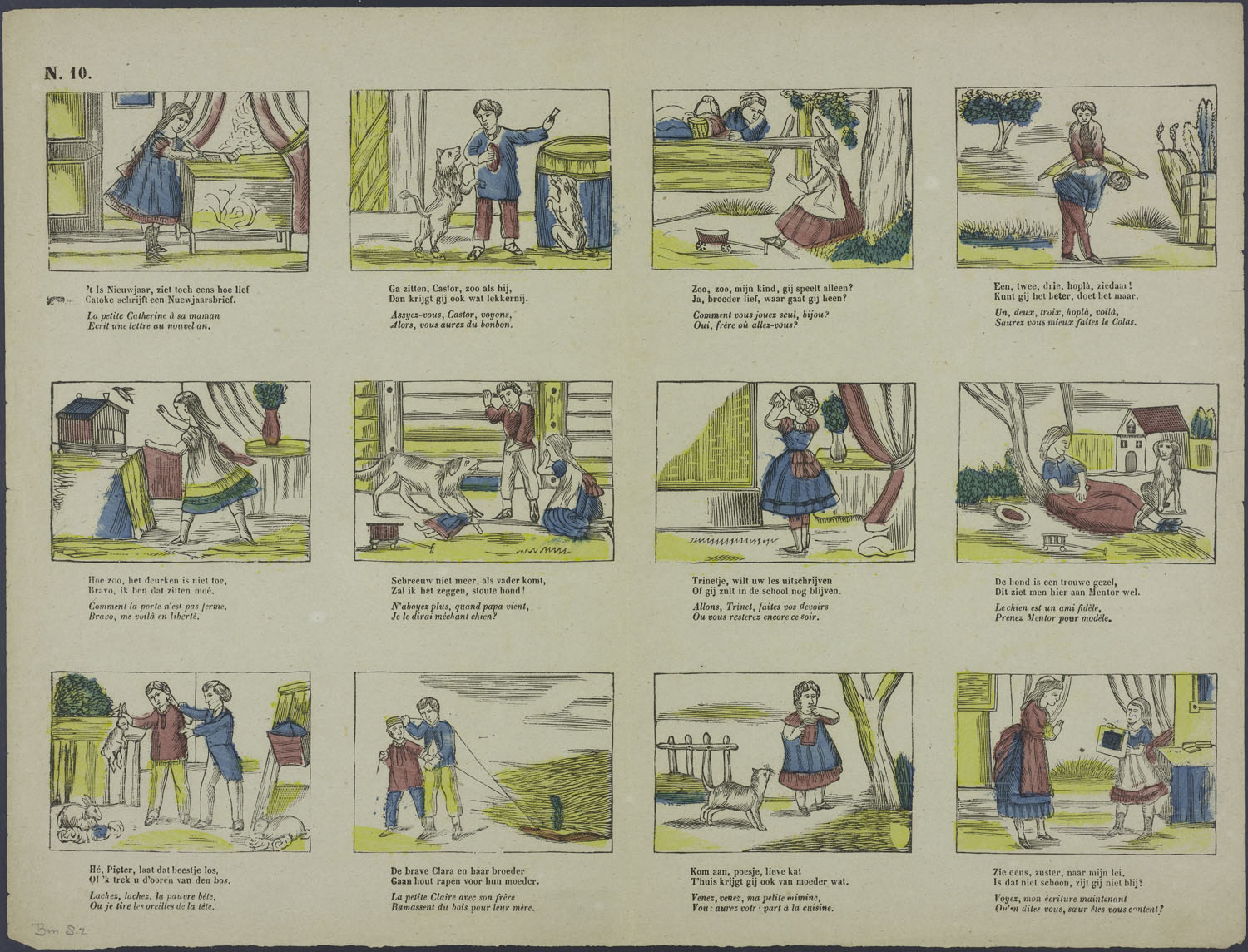
Bezigheden van kinderen op een centsprent (ca. 1870): o.a. een nieuwjaarsbrief schrijven, de hond wat lekkers geven, buiten spelen, haasje over, een vogeltje uit de kooi laten, verdriet over een kapotte pop en les op school.

Een misvatting, gebaseerd op het boek L'enfant et la vie familiale sous l'ancien régime (Philippe Ariès, 1960) is dat kinderen in de middeleeuwen niet anders gezien werden dan als kleine volwassenen. Hij baseerde deze aanname op middeleeuwse kunst, waarin kinderen vaak als kleine, maar proportioneel volwassen ogende, mensen werden afgebeeld.
In de Middeleeuwen beschouwde men echter de leeftijd van 0 tot 7 als de 'speeltijd' en van 7 tot 14 als de 'leertijd'. Daarna volgde de huwbare leeftijd (een ongehuwd meisje van 19 jaar werd al als "oude vrijster" bestempeld). Kinderen deden uit economische noodzaak vaak het werk van hun ouders en werden - na een meesterproef afgelegd te hebben - lid van een gilde.
Naast enkelingen die autonomie en spel centraal stellen is de dominantste opvatting over de ontwikkelingsstadia van het kind ontstaan in de loop van de negentiende eeuw. De biografie van Constantijn Huygens en zijn broer Maurits schetst een strikt en intensief opleidingsprogramma van kleins af aan met weinig ruimte voor vrij spelen.

## Kind van ...
- "Kind" betekent, behalve een persoon van een bepaalde leeftijd, ook zoon of dochter van iemand. In deze betekenis kan een kind volwassen, zelfs bejaard zijn. Iemand blijft zijn hele leven het kind van zijn of haar ouders. Deze verwarring bestaat niet in elke taal, in bijvoorbeeld het Spaans is er onderscheid tussen niño of  niña (jongen of meisje) en hijo of hija (zoon of dochter).
- Overdrachtelijk is een kind van z'n tijd iemand die getekend is door iets wat in de tijd significant evolueert, zoals maatschappelijke waarden.